# Организация партизан-фидаинов иранского народа (аутентичная)
Организация партизан-фидаинов иранского народа (перс. سازمان چريکهای فدايي خلق ايران‎) — иранская леворадикальная организация. Появилась в 1983 году в результате раскола леворадикальной ОПФИН(м).
Провозглашает себя коммунистической организацией, частью глобального социалистического и рабочего движения, борющегося с неолиберализмом. Признаёт демократической альтернативой существующему режиму Вилаят аль-факих в Тегеране Национальный совет сопротивления Ирана — зонтичное объединение 5 иранских левых организаций в эмиграции, включая Моджахедин-э Халк.